# Püski

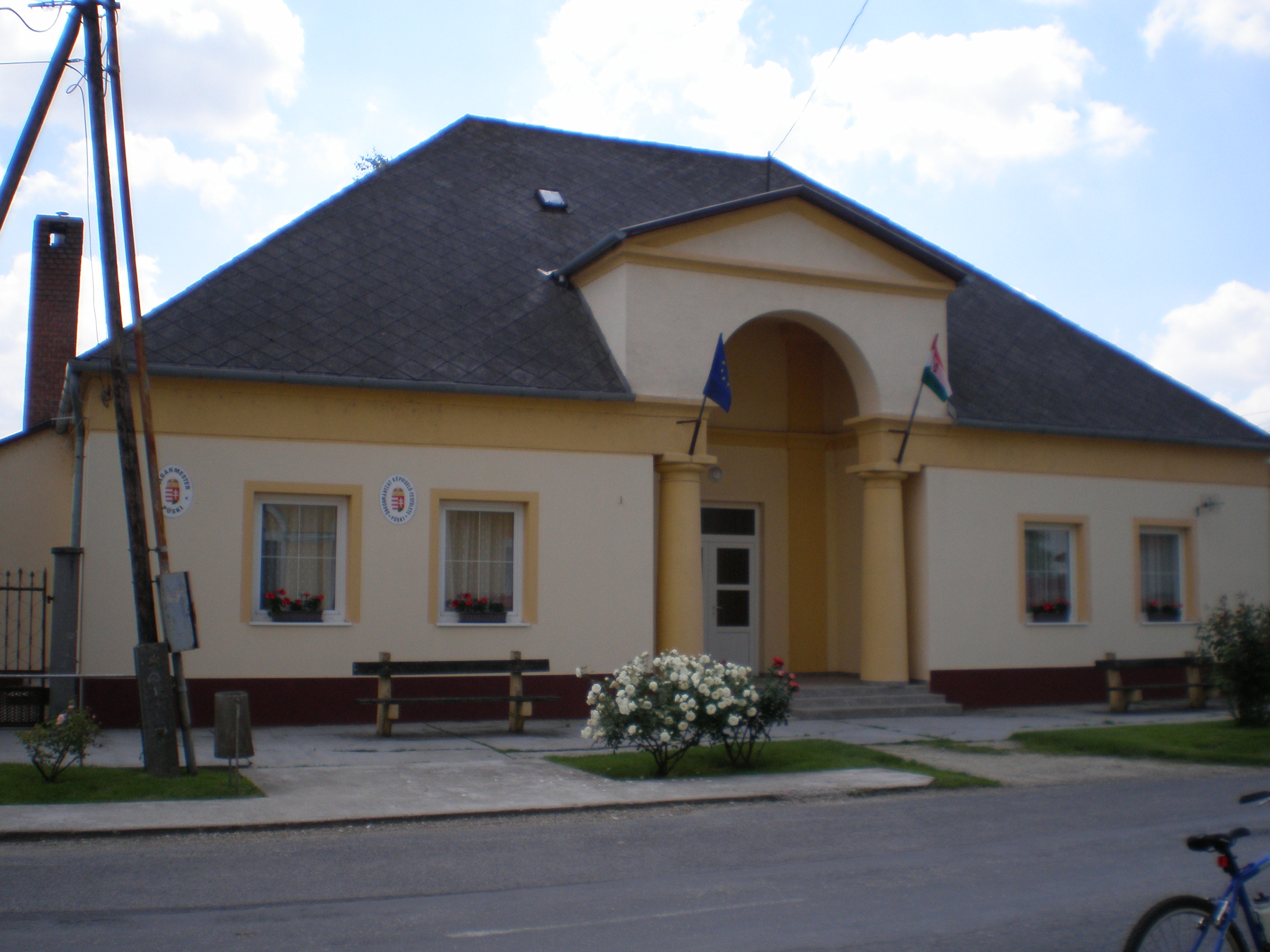
Polgármesteri hivatal

Püski (németül: Püschki) község Győr-Moson-Sopron vármegyében, a Mosonmagyaróvári járásban.

## Fekvése
Önálló község a Szigetköz középső harmadában, a Duna jobb partján. Mosonmagyaróvártól keletre 13 kilométer, Győrtől északnyugatra nagyjából 28 kilométer távolságra fekszik.

## Közlekedése
Az 1401-es számú szigetközi útról Halászitól közvetlenül, Hédervártól vagy Darnózselitől Lipót és Dunaremete érintésével közelíthető meg, az 1405-ös úton. Ez utóbbiból a település területén ágazik ki a mintegy 2,2 kilométer hosszúságú, 14 105-ös számú mellékút is, ami Kisbodakra vezet.

## Története és jelene
A 20. század első felében több helyi kutató is állította – többnyire egymásra hivatkozva –, hogy a falu Püsky János  paptól vette nevét, aki üldöztetésekor az itteni tölgyrengetegben talált menedéket; később pedig győri püspök korában az 1650-es években 12 magyar családot telepített le egykori menedékhelyén, a mai község területén. E hiedelemmel szemben azonban történelmi tény, hogy a falut a 14. században már többször is említik e néven. Ezért sokkal valószínűbb a nyelvészek álláspontja, amely szerint a „Püski” név a korábbi „Püspöki”-ből keletkezett egyszerejtéssel. Vagyis a falu eredetileg püspöki birtok lehetett, hasonlóképpen a közeli Pozsonypüspökihez. 1314-ben azonban már a győri székeskáptalan földesúri fennhatósága alatt állt: 20 márka rendkívüli adót fizetett ekkor – az összeg alapján feltételezhető, hogy a káptalan tekintélyesebb falvai közé tartozhatott. 1397-ben „Piski”, 1488-ban és 1524-ben „Pysky” néven szerepel az oklevelekben.
„Sok viszontagságot okoztak a falunak a szomszédos birtokosok: a Hédervári család, a Bakits család, a Pálffy család, kik ismételten elfoglalták majd az egész birtokot, majd egyes részeit, és a káptalan csak hosszú pereskedés után jutott vissza jogos tulajdonába. E sok kellemetlenség elkerülésére a 16. század első felében Fancsy Jánosnak zálogosította el a káptalan e faluját, de már 1545-ben visszaváltotta” – írta Bedy Vince Püski e korszakának történetéről. Bécs 1529. évi ostromakor valószínűleg Püski is elpusztult; 1543-ban viszont már temploma és plébánosa is volt. Néhány évvel később a falu ismét elpusztul, 1561-ben ugyanis azt írta az Esztergomi főegyházmegye vizitátora, hogy sem templom, sem plébánia nincs Püskin – fel is hívta a győri káptalant, mint földesurat a templomépítésre. 1706-ig a püski egyházközség a hédervári plébánia leányegyházaként működött, 1706-ban kapott először plébánost Letkésy Ferenc személyében.
A 17. században a püski jobbágyok közvetlenül adóztak földesuruknak, és végrendeleteiket is kötelesek voltak megerősíttetni a győri káptalannal. E ténynek köszönhetően 4 püski jobbágy végrendelete is ismert a 17. század közepéről: 1644-ből Kovács Márton, Kozma György és Burján Jakabné, 1673-ból pedig Hegedűs Mihály végrendelete maradt fenn. E forrásokból számos apró adatot megtudhatunk a korabeli falu életéről, de például az is kiderül, hogy 1644-ben Nagy Miklós, 1673-ban pedig Sos Péter volt a község bírája, míg az esküdtek közül 1644-ből Meszlényi Gergely, 1673-ból pedig Mészáros János, Éliás Balázs és Nagy István nevét ismerjük meg a tanúnévsorokból.
A 17. század végén Bacskó Ferenc Moson vármegyei szolgabíró bérelte a falut 150 forintért, az ezt követő évtizedekben hol a káptalan közvetlen irányítása alatt állt, hol bérlő kezelte. Egyes kutatók szerint a 18. században az a Görgey Márton lelkész építtetett szép nagy templomot, aki 1765–1774 között működött Püskin. Hogy valóban ő volt-e az építtető, vagy már elődei alatt megkezdődött az építkezés, nem tudjuk, tény viszont, hogy 1797-ben az egész falu leégett templomostul. A templomot hamarosan újjáépíttették és a falu is – bár 1809-ben az átvonuló francia csapatok kifosztották – lassan fejlődésnek indult: 1851-ben Fényes Elek már 478 katolikus lakost említ a győri káptalan fennhatósága alá tartozó faluban, melynek „igen jó határa, rétje, erdeje”. 1884-ben a környező községekhez hasonlóan Püskit is Moson vármegyéhez csatolták Pozsony vármegyétől; 1890-ben pedig önálló anyakönyvi kerület lett. A 20. század fordulóján 553 római katolikus, 2 evangélikus, valamint 17 zsidó lakta, míg a közigazgatásilag is hozzá tartozó Pálffy-szigeten 8 fő élt. Az első világháborúban 72 püski fiatal teljesített frontszolgálatot, közülük 24 halt hősi halált.
- Püskin 1929-ben 117 házban 752 lélek élt, közülük 749 római katolikus, 2 református és 1 zsidó vallású. 1457 kh. területéből szántó 1272, rét 10, legelő 50, erdő 8, kert 20, nádas 32, terméketlen 65 kh. Agyagos-homokos talaján főként búza, rozs, árpa, zab, tengeri, cukorrépa, len és dohány terem. Erdeje főként fűzből, nyárból és égerből áll. A faluban Önkéntes Tűzoltó ill. Levente Egyesület, valamint Lövészegylet működött, s mintegy másfél tucat iparosról tesznek említést. Római katolikus iskolájában Wendler Pál és Khin Ernő 2 tanteremben 6 osztály 96 tanulója mellett 27 ismétlőiskolás oktatását is ellátta.

A második világháború után Püski ismét határmenti községgé vált, a faluban évtizedekig határőrlaktanya is működött. Az 1954. évi nagy árvíz pusztításaiból újjáépülve Püski némileg szerencsésebb helyzetbe került a környező településekhez képest: a helyi munkalehetőségek – termelőszövetkezet, Mezőgazdasági Gépkísérleti Állomás –, valamint a kialakuló „kistérségi központ”-jelleg lakosságmegtartó erőt jelentettek. Innen oldották meg például Dunaremete és Kisbodak oktatási, egészségügyi és egyházi ellátását. Ily módon a falu fejlődött, bár lakosainak száma némileg csökkent.
- Püski lakossága 1996 végén 672 fő. A településen a vízvezeték- ill. a csatornahálózat kiépült, az előbbihez 226, az utóbbihoz 143 lakás csatlakozott. Távbeszélő fővonallal 72 előfizető rendelkezik. Az óvodában 2 csoportban és a nyolcosztályos általános iskolában a kisbodaki és a dunaremetei gyermekeket is oktatják. Püskin van a Kisbodakot, Dunaremetét és Lipótot ellátó háziorvos székhelye is. A faluházban – melyben többször rendeznek több szigetközi falut érintő programokat, versenyeket, bemutatókat – kapott helyet a 8000 kötetes könyvtár. Postahivatal, takarékszövetkezet, tüzelő- és építőanyag-telep, 6 kiskereskedelmi bolt, valamint 3 vendéglátó egység található. Élénk az egyesületi élet: a sport- ill. tűzoltó egyesület mellett lövészegyletről, nyugdíjasklubról és vöröskeresztes alapszervezetről számolhatunk be. A lakosság mintegy 95%-a római katolikus, a közösség nagy ünnepe a búcsú, melyet a Szent György napját (április 24.) követő vasárnap tartanak. Az egyházközség 1991-ig az Esztergomi Főegyházmegye, azóta a Győri Egyházmegye keretében működik.

A környék kiválóan alkalmas gyalog- és kerékpártúrák szervezésére. Az erre kirándulók étkezési és szálláslehetőséget is találnak Püskin, valamint a környező településeken.

## Közélete

### Polgármesterei
- 1990–1994: Zsoldos Ferenc (független)[3]
- 1994–1998: Zsoldos Ferenc (független)[4]
- 1998–2002: Zsoldos Ferenc (független)[5]
- 2002–2006: Zsoldos Ferenc (független)[6]
- 2006–2010: Zsoldos Ferenc (független)[7]
- 2010–2014: Makai Jenő (független)[8]
- 2014–2019: Makai Jenő (független)[9]
- 2019–2024: Makai Jenő (független)[10]
- 2024– : Mátyus Balázs (független)[1]

## Népesség
A település népességének változása:
| Lakosok száma | 651  | 649  | 653  | 677  | 646  | 638  | 650  |
|               | 2013 | 2014 | 2015 | 2021 | 2022 | 2023 | 2024 |

A 2011-es népszámlálás során a lakosok 91,9%-a magyarnak, 2,4% németnek, 0,5% románnak, 0,2% ukránnak mondta magát (7,8% nem nyilatkozott; a kettős identitások miatt a végösszeg nagyobb lehet 100%-nál). A vallási megoszlás a következő volt: római katolikus 69,4%, református 1,7%, evangélikus 0,8%, izraelita 0,2%, felekezeten kívüli 10,4% (17,5% nem nyilatkozott).
2022-ben a lakosság 82,2%-a vallotta magát magyarnak, 0,5% németnek, 0,3% lengyelnek, 0,2% szlováknak, 0,8% egyéb, nem hazai nemzetiségűnek (17,6% nem nyilatkozott; a kettős identitások miatt a végösszeg nagyobb lehet 100%-nál). Vallásuk szerint 44% volt római katolikus, 1,2% református, 0,2% görög katolikus, 0,2% izraelita, 1,1% egyéb keresztény, 2,2% egyéb katolikus, 8,7% felekezeten kívüli (42,6% nem válaszolt).

## Nevezetességei
- Sárkányölő Szent György tiszteletére szentelt, 161 m² alapterületű, 1770-71-ben barokk stílusban épült temploma műemlék jellegű. Figyelmet érdemel a templom előtti téren álló Szent Flórián szobor, amelyet az 1797. évi nagy tűzvész után állítottak a falu akkori lakói.